# 伊勢半本店 紅ミュージアム
伊勢半本店 紅ミュージアム（いせはんほんてん べにミュージアム）は、東京都港区南青山にある株式会社伊勢半の企業博物館。「紅を見て、紅に触れ、紅を知る」をコンセプトに、紅の歴史と文化、江戸時代から続く紅作りの技を伝える施設である。

## 概要
2003年、千代田区の江戸開府400年事業に協力して、東京都千代田区神保町に期間限定で「紅資料館」を開館。2005年、東京都港区南青山に「伊勢半本店紅資料館」として移設、2006年9月に「伊勢半本店 紅ミュージアム」と改称した。
紅の歴史的背景や諸相を紹介する資料室と、紅の色彩的な魅力を体験できるサロンとによる2つのゾーンから構成される。資料室では紅花の歴史、紅屋の製造風景・マーケティング、江戸の化粧文化等を紹介。関連資料として、江戸時代から明治・大正期に使用された化粧道具、紅作りの道具、絵画、文書を展示。サロンでは伝統製法で作られた口紅「小町紅」の体験ができる。
また、年に一度、企画展を開催。年に四回、紅の文化や江戸の風俗・ミュージアムの活動等を伝える情報誌、紅ミュージアム通信を発行。学校向けを含めた教育普及事業を行っている。

## 所在地
- 〒107-0062 東京都港区南青山6-6-20

## 交通アクセス
- 鉄道：東京地下鉄 銀座線・千代田線・半蔵門線 表参道駅より徒歩13分。
- 都営バス：都01 渋谷→新橋行、都01折返 渋谷→六本木ヒルズ行「南青山七丁目」下車徒歩1分。渋88 渋谷→新橋行「南青山七丁目」下車すぐ。

## 開館時間
- 10:00 - 17:00（入館は16：30まで）[5]
- 休館日：毎週月曜日（月曜日が祝日または振替休日の場合は、翌日休館）、7月7日（創業記念日）年末年始[5]
- 観覧料：常設展　無料